# Sidney De Paris
Sidney De Paris (Crawfordsville, Indiana, 30 de mayo de 1905 - Nueva York, 13 de septiembre de 1967) fue un trompetista estadounidense de jazz.
Desde 1926 hasta 1931, trabajó con el pianista Charlie Johnson (1891 - 1959) en Paradise Ten; desde 1932 hasta 1936 y de nuevo en 1939, con Don Redman; desde 1939 hasta 1941, con Zutty Singleton; en 1940 y en 1941, con Benny Carter; también en 1941, con el pianista Art Hodes (1904 - 1993). Sidney de Paris participó en las famosas sesiones de Panassie, y grabó también con Jelly Roll Morton en 1939 y con Sidney Bechet en 1940.
- Datos: Q349797
- Multimedia: Sidney De Paris / Q349797